# Angus Fraser
Pour les articles homonymes, voir Fraser.
Pas d'image ? Cliquez ici

a Compétitions nationales et continentales officielles uniquement.

b Matchs officiels uniquement.
Dernière mise à jour le 26 décembre 2024.
Angus Fraser, né le 9 décembre 1999 à Dundee (Écosse), est un joueur écossais de rugby à XV jouant au poste de talonneur aux Glasgow Warriors depuis 2022.

## Biographie

### Jeunesse et formation
Durant sa jeunesse, Angus Fraser joue pour le Dundee HSFP. En 2017-2018, il est lauréat de la prestigieuse bourse Macphail, qui lui permet de passer une année à l'université de Stellenbosch, en Afrique du Sud, pour poursuivre son développement rugbystique.
En 2020-2021, il rejoint le centre de formation des Glasgow Warriors.
Au niveau international, il représente l'Écosse chez les moins de 18 ans.
En 2019, il est sélectionné en équipe d'Écosse des moins de 20 ans pour le Tournoi des Six Nations, puis pour le Championnat du monde junior.

### Carrière senior
En 2021 et 2022, Angus Fraser participe au Super6 (en) avec les Stirling Wolves.
Il fait ensuite ses débuts professionnels avec les Glasgow Warriors durant la saison 2022-2023 lors d'un match de Challenge Cup contre Bath Rugby,.
La saison suivante, il obtient sa première titularisation et marque dans le même temps son premier essai en professionnel qui offre le point de bonus dans une victoire 43 à 25 contre le Leinster,. En cours de saison 2023-2024, il prolonge son contrat avec les Warriors,. En fin de saison, son équipe remporte la finale du United Rugby Championship en battant les Bulls 21 à 16. Fraser n'est par retenu dans le groupe pour cette finale,.

## Palmarès
- Glasgow Warriors
  - Vainqueur du United Rugby Championship en 2024